# Tuado
Tuado är en ort i Azerbajdzjan.   Den ligger i distriktet Lənkəran Rayonu, i den sydöstra delen av landet, 200 km sydväst om huvudstaden Baku. Tuado ligger 467 meter över havet och antalet invånare är 585.
Terrängen runt Tuado är lite bergig. Runt Tuado är det ganska tätbefolkat, med 160 invånare per kvadratkilometer.. Närmaste större samhälle är Arkewan, 15,0 km nordost om Tuado. 
Omgivningarna runt Tuado är en mosaik av jordbruksmark och naturlig växtlighet.